# Rém
Pour les articles homonymes, voir REM.
Rém est un village et une commune du comitat de Bács-Kiskun en Hongrie.